# Abernes Planet: Oprindelsen
Abernes Planet: Oprindelsen (original titel: Rise of the Planet of the Apes) er en amerikansk science-fiction film fra 2011. Filmen er instrueret af Rupert Wyatt, der var en genindspilning af den oprindelige Abernes Planet fra 1968. Rise of the Planet of the Apes lægger op til start af en serie af film med kommende fortsættelser på samme måde som der blev produceret en række sequels til den oprindelige Abernes planet. Filmen skulle oprindeligt have haft premiere i juni 2011, men premieren er siden blevet rykket til den 5. august 2011.
Den første trailer for filmen dukkede op på internettet den 14. april 2011.
Franco blev castet til rollen efter, at Tobey Maguire afslog i forhandlingerne. Freida Pinto og John Lithgow sluttede sig til rollebesætningen den 22. juni 2010. Tom Felton vil også spille en af hovedrollerne som den menneskelige karakter Dodge.

## Handling
James Franco spiller hovedrollen som videnskabsmanden Will Rodman, der i nutidens San Francisco forsøger at kurere Alzheimers, som har ramt hans far, der spilles af John Lithgow. Han arbejder med aber for at skabe en godartet virus, der kan trænge ind i hjernevævet og genskabe funktionaliteten.

Efter Rodmans forskning bliver lukket ned, sidder han tilbage med kun én chimpanse, spillet af Andy Serkis – den intelligente Caesar, hvis intelligens bliver nøglen til primaternes oprør mod menneskeheden.